# أغذية خطرة محتملة
الأغذية الخطرة المحتملة هي مصطلح تستخدمه منظمات سلامة الأغذية لتصنيف الأطعمة التي تتطلب التحكم في الوقت ودرجة الحرارة للحفاظ على سلامتها من أجل الاستهلاك البشري.
الأغذية الخطرة المحتملة (PHF)  هي الطعام الذي:
·        يحتوي على رطوبة – عادة ما يعتبر نشاطاً مائياً أكبر من 0.85.
·        يحتوي على البروتين.
·        يكون متعادلاً (محايداً) إلى حامضياً قليلاً – عادة ما يكون الرقم الهيدروجيني (أس هيدروجيني) بين 4.6 و 7.5.